# Рибейру Беса, Милитан
Милитан Рибейру Беса (Бесса, порт. Militão Bessa Ribeiro; 13 августа 1896, Мурса — 3 января 1950, Лиссабон) — деятель португальского и бразильского коммунистического движения. Как член подпольной Коммунистической партии Португалии боролся против правоавторитарного режима Estado Novo.
Родился в Португалии в рабочей семье. Текстильщик по профессии. В юные годы эмигрировал в Бразилию, где вступил в местную компартию. Возвратившись на родину, включился в деятельность ПКП и оказался на руководящих постах. После своего первого ареста в 1936 году до 1940 года находился в заключении в концентрационном лагере Таррафал на архипелаге Кабо-Верде.
После заключения (и смерти) бывшего генерального секретаря партии Бенту Гонсалвиша в том же концлагере Таррафал Рибейру вместе с Алвару Куньялом и Жулио Фогасой участвовал в крупной реорганизации партии в начале 1940-х годов на ленинских принципах.
Как секретарь ЦК ПКП вместе с А. Куньялом руководил деятельностью ПКП в период подъема рабочего движения в стране в 1940-е годы. В 1943—1945 снова оказался в заключении в лагере Таррафал. В 1949 был арестован в третий раз (вместе с Куньялом и Софией Феррейрой).
В 1949 году Рибейру был в третий раз арестован политической полицией PIDE и заключен в тюрьму Лиссабона. Скончался в заключении после голодовки, продолжавшейся 32 дня. Перед смертью ему удалось отправить товарищам по партии письмо, написанное его собственной кровью.